# UCI ProSeries 2023
UCI ProSeries 2023 var den fjärde upplagan av UCI ProSeries, en serie cykeltävlingar som årligen anordnas av Internationella cykelunionen (UCI) och som är den näst högsta nivån under UCI World Tour.

## Tävlingar
| Tävling                         | Datum           | Vinnare                     | Cykelstall                         | Källa  |
| ------------------------------- | --------------- | --------------------------- | ---------------------------------- | ------ |
| Vuelta a San Juan               | 22–29 januari   | Miguel Ángel López (COL)    | Team Medellín–EPM                  | [ 2 ]  |
| Volta a la Comunitat Valenciana | 1–5 februari    | Rui Costa (POR)             | Intermarché–Circus–Wanty           | [ 3 ]  |
| Tour of Oman                    | 11–15 februari  | Matteo Jorgenson (USA)      | Movistar Team                      | [ 4 ]  |
| Clásica de Almería              | 12 februari     | Matteo Moschetti (ITA)      | Q36.5 Pro Cycling Team             | [ 5 ]  |
| Volta ao Algarve                | 15–19 februari  | Daniel Martínez (COL)       | Ineos Grenadiers                   | [ 6 ]  |
| Vuelta a Andalucía              | 15–19 februari  | Tadej Pogačar (SLO)         | UAE Team Emirates                  | [ 7 ]  |
| Ardèche Classic                 | 25 februari     | Julian Alaphilippe (FRA)    | Soudal Quick-Step                  | [ 8 ]  |
| Faun Drôme Classic              | 26 februari     | Anthony Perez (FRA)         | Cofidis                            | [ 9 ]  |
| Kuurne–Bryssel–Kuurne           | 26 februari     | Tiesj Benoot (BEL)          | Team Jumbo–Visma                   | [ 10 ] |
| Trofeo Laigueglia               | 1 mars          | Nans Peters (FRA)           | AG2R Citroën Team                  | [ 11 ] |
| Milano–Turin                    | 15 mars         | Arvid de Kleijn (NED)       | Tudor Pro Cycling Team             | [ 12 ] |
| Nokere Koerse                   | 15 mars         | Tim Merlier (BEL)           | Soudal Quick-Step                  | [ 13 ] |
| GP de Denain                    | 16 mars         | Juan Sebastián Molano (COL) | UAE Team Emirates                  | [ 14 ] |
| Bredene Koksijde Classic        | 17 mars         | Gerben Thijssen (BEL)       | Intermarché–Circus–Wanty           | [ 15 ] |
| GP Industria & Artigianato      | 26 mars         | Ben Healy (IRL)             | EF Education–EasyPost              | [ 16 ] |
| GP Miguel Induráin              | 1 april         | Ion Izagirre (ESP)          | Cofidis                            | [ 17 ] |
| Scheldeprijs                    | 5 april         | Jasper Philipsen (BEL)      | Alpecin–Deceuninck                 | [ 18 ] |
| Brabantse Pijl                  | 12 april        | Dorian Godon (FRA)          | AG2R Citroën Team                  | [ 19 ] |
| Tour of the Alps                | 17–21 april     | Tao Geoghegan Hart (GBR)    | Ineos Grenadiers                   | [ 20 ] |
| GP du Morbihan                  | 6 maj           | Arnaud De Lie (BEL)         | Lotto–Dstny                        | [ 21 ] |
| Tro Bro Leon                    | 7 maj           | Giacomo Nizzolo (ITA)       | Israel–Premier Tech                | [ 22 ] |
| Tour de Hongrie                 | 10–14 maj       | Marc Hirschi (SUI)          | UAE Team Emirates                  | [ 23 ] |
| Dunkerques fyradagars           | 16–21 maj       | Romain Grégoire (FRA)       | Groupama–FDJ                       | [ 24 ] |
| Boucles de la Mayenne           | 25–28 maj       | Oier Lazkano (ESP)          | Movistar Team                      |        |
| Tour of Norway                  | 26–29 maj       | Ben Tulett (GBR)            | Ineos Grenadiers                   | [ 25 ] |
| Brussels Cycling Classic        | 4 juni          | Arnaud Démare (FRA)         | Groupama–FDJ                       |        |
| ZLM Tour                        | 7–11 juni       | Olav Kooij (NED)            | Team Jumbo–Visma                   |        |
| Dwars door het Hageland         | 10 juni         | Rasmus Tiller (NOR)         | Uno-X Pro Cycling Team             |        |
| Mont Ventoux Dénivelé Challenge | 13 juni         | Lenny Martinez (FRA)        | Groupama–FDJ                       | [ 26 ] |
| Tour of Belgium                 | 14–18 juni      | Mathieu van der Poel (NED)  | Alpecin–Deceuninck                 |        |
| Tour of Slovenia                | 14–18 juni      | Filippo Zana (ITA)          | Team Jayco–AlUla                   |        |
| Tour of Qinghai Lake            | 9–16 juli       | Henok Mulubrhan (ERI)       | Green Project–Bardiani–CSF–Faizanè |        |
| Tour de Wallonie                | 22–26 juli      | Filippo Ganna (ITA)         | Ineos Grenadiers                   |        |
| Vuelta a Burgos                 | 15–19 augusti   | Primož Roglič (SLO)         | Team Jumbo–Visma                   |        |
| Danmark runt                    | 15–19 augusti   | Mads Pedersen (DEN)         | Lidl–Trek                          |        |
| Arctic Race of Norway           | 17–20 augusti   | Stephen Williams (GBR)      | Israel–Premier Tech                |        |
| Deutschland Tour                | 23–27 augusti   | Ilan Van Wilder (BEL)       | Soudal Quick-Step                  |        |
| Maryland Cycling Classic        | 3 september     | Mattias Skjelmose (DEN)     | Lidl–Trek                          |        |
| Tour of Britain                 | 3–10 september  | Wout van Aert (BEL)         | Team Jumbo–Visma                   |        |
| GP de Fourmies                  | 10 september    | Tim Merlier (BEL)           | Soudal Quick-Step                  |        |
| GP de Wallonie                  | 13 september    | Gonzalo Serrano (ESP)       | Movistar Team                      |        |
| Coppa Sabatini                  | 14 september    | Marc Hirschi (SUI)          | UAE Team Emirates                  |        |
| Tour of Taihu Lake              | 14–17 september | George Jackson (NZL)        | Bolton Equities Black Spoke        |        |
| Super 8 Classic                 | 16 september    | Mathieu van der Poel (NED)  | Alpecin–Deceuninck                 |        |
| Tour de Luxembourg              | 20–24 september | Marc Hirschi (SUI)          | UAE Team Emirates                  |        |
| Tour de Langkawi                | 23–30 september | Simon Carr (GBR)            | EF Education–EasyPost              |        |
| Circuit Franco–Belge            | 28 september    | Arnaud De Lie (BEL)         | Lotto–Dstny                        |        |
| Giro dell'Emilia                | 30 september    | Primož Roglič (SLO)         | Team Jumbo–Visma                   |        |
| Coppa Bernocchi                 | 2 oktober       | Wout van Aert (BEL)         | Team Jumbo–Visma                   |        |
| Tre Valli Varesine              | 3 oktober       | Ilan Van Wilder (BEL)       | Soudal Quick-Step                  |        |
| Münsterland Giro                | 3 oktober       | Per Strand Hagenes (NOR)    | Team Jumbo–Visma                   |        |
| Gran Piemonte                   | 5 oktober       | Andrea Bagioli (ITA)        | Soudal Quick-Step                  |        |
| Tour of Hainan                  | 5–9 oktober     | Óscar Sevilla (ESP)         | Team Medellín–EPM                  | [ 27 ] |
| Paris–Tours                     | 8 oktober       | Riley Sheehan (USA)         | Israel–Premier Tech                | [ 28 ] |
| Giro del Veneto                 | 11 oktober      | Dorian Godon (FRA)          | AG2R Citroën Team                  |        |
| Japan Cup                       | 15 oktober      | Rui Costa (POR)             | Intermarché–Circus–Wanty           |        |
| Veneto Classic                  | 15 oktober      | Davide Formolo (ITA)        | UAE Team Emirates                  |        |